# Franciszka Urszula Radziwiłłowa
Franciszka Urszula Radziwiłłowa z domu Wiśniowiecka (ur. 13 lutego 1705 w Czartorysku na Wołyniu, zm. 23 maja 1753 w Pucewiczach koło Nowogródka) – polska dramatopisarka i poetka późnego baroku.

## Życiorys
Była córką Janusza Antoniego Korybuta ks. Wiśniowieckiego (wojewoda wołyński, wojewoda i kasztelan krakowski) i Teofili z Leszczyńskich (primo voto Konarzewskiej), żoną (od 1725) Michała Kazimierza „Rybeńko” Radziwiłła (wojewoda wileński, hetman wielki litewski, założyciel teatru w Nieświeżu), matką Karola „Panie Kochanku”.
W maju 1744 mianowana damą Orderu Krzyża Gwiaździstego

## Twórczość
Poza Listami do męża pisanymi (po roku 1728), Przestrogami córce mojej Annie Marii (1738), dziełkiem O obowiązkach żołnierza chrześcijańskiego (1748), była autorką 16 utworów scenicznych (pisane m.in. dla teatru w Nieświeżu i tam amatorsko wystawiane), drukowanych w roku 1754 jako Komedie i tragedie przednio dowcipnym wynalazkiem, wybornym wiersza kształtem, bujnością rzeczy i poważnymi przekładami znamienite. Utwory te noszą na sobie wyraźne cechy baroku, ale otwierają się też na klasycyzm. Radziwiłłowa łączy fantastykę, groteskę z klasyczną przejrzystością stylu. Znała komedie Moliera i przetwarzała je (pierwszy polski przekład Moliera). Tak np. utwór: Złoto w ogniu, pochodzący z roku 1750, zawiera całą scenę wyjętą i przerobioną z Moliera Szkoły żon. Ważne są trzy parafrazy Moliera Le Medecin malgre lui (Gwałtem doktór, 1752), Les Prerieuses ridicules (Komedia wytwornych i śmiesznych dzieweczek, 1752) oraz balet Les Amants magnifiques (Przejrzane nie mija, 1749).
Radziwiłłowa – gruntownie oczytana i wrażliwa na sztukę – jest poniekąd pisarką „amatorską”, dziś jednak docenianą przez badaczy jako cenne zjawisko na pograniczu baroku i oświecenia w Polsce. Przyjaźniła się i korespondowała z poetką Antoniną Niemiryczową.

## Utwory
1. Listy do męża pisane (powst. według Mycielskiego w roku 1728; według Sajkowskiego dopiero przed rokiem 1740), z rękopisu ogł. J. Mycielski, „Przegląd Polski” t. 63 (1882), 4 listy wierszem; 1 list przedr. B. Merwin w: Polskie listy miłosne od XV do XIX w., Lwów 1922; rękopis 2 listów w Ossolineum, sygn. 11984/I 28-29
2. Nagrobek synowi memu księciu Mikołajowi Krzysztofowi Radziwiłłowi zmarłemu w Białej 1729 w trzecim roku, rękopis: Biblioteka Kórnicka, sygn. 1604
3. Przestrogi córce mojej Annie Marii, wydano pt. Przestrogi zbawienne, alias informacja życia... córce swojej Annie Marii dane roku 1732, teraz zaś J. O. Księżniczkom Ichmościom Teofili i Katarzynie Radziwiłłównom... po śmierci najukochańszej swej matki na pamiątkę ofiarowane, powst. 1738 (według G. Korbuta), Nieśwież 1755; przedr. J. Sokołowska, K. Żukowska w: Poeci polskiego baroku t. 2 (Warszawa 1965); podobizna unikatu z Muzeum Czapskich w Krakowie ogł. w: P. Chmielowski: Historia literatury polskiej, wyd. S. Kossakowski, t. 1, Lwów 1914, s. 455; rękopisy: Biblioteka Kórnicka, sygn. 1604; Ossolineum, sygn. 11984/I 38 (fragm.), 7070/II t. 43 (odpis L. Bernackiego); Biblioteka Narodowa, sygn. 6903
4. Miłość dowcipna. Komedia (w 2 aktach), wyst. Nieśwież 13 czerwca 1746, wyd. zobacz Wydania zbiorowe poz. 1-2; autograf i odpis: Archiwum Główne Akt Dawnych (Archiwum Radziwiłłów, sygn. VII/114)
5. Opatrzności Boskiej dzieło. Tragedia (w 7 aktach), wyst. Nieśwież 13 czerwca 1746, wyd. zobacz Wydania zbiorowe poz. 1-3; autograf i odpis jak wyżej poz. 4; fragm. w rękopisie Ossolineum, sygn. 11984/I 13; na końcu wyd. 2 dodano 22 zagadki: 1 przedr. Estreicher XXVI, 107; kilka przedr.: J. Mycielski jak wyżej poz. 1; J. Sokołowska, K. Żukowska jak wyżej poz. 3
6. Interesowany sędzia miłość. Komedia (w 6 aktach), wyst. Nieśwież 3 sierpnia 1747, wyd. zobacz Wydania zbiorowe poz. 1-2; odpis jak wyżej poz. 4
7. Tragedia trzech sióstr: Agappy, Chiony, Ireny, męczenniczek za Dioklecjana cesarza (w 3 aktach), wyst. Nieśwież 4 marca 1748, wyd. zobacz Wydania zbiorowe: poz. 1 (pt. Tragedia trzech rodzonych sióstr), poz. 2 (pt. Sędzia bez rozsądku); autograf i odpis jak wyżej poz. 4
8. Z oczu się miłość rodzi. Komedia, wyst. Nieśwież 14 czerwca 1749, wyd. zobacz Wydania zbiorowe poz. 1-2; fragmenty (pt. Polixen) przedr. M.H. Juszyński w: Dykcjonarz poetów polskich t. 2, Kraków 1820; autograf i odpis jak wyżej poz. 4
9. Przejźrzane nie mija. Komedia (w 5 aktach), wyst. Nieśwież 24 czerwca 1749, wyd. zobacz Wydania zbiorowe poz. 1-2; według Molière: Les Amants magnifiques
10. Miłość wspaniała. Tragedia (komedia w 5 aktach), wyst. Nieśwież 13 stycznia 1750, wydane (pt. Złoto w ogniu) zobacz Wydania zbiorowe poz. 2-3; fragmenty przedr. J. Kott w: Poezja polskiego Oświecenia. Antologia, Warszawa 1954, także wyd. 2 Warszawa 1956; wyst. też pt. Cnota wypróbowana; treść zaczerpnięta z opowiadania H. Morsztyna: Historia o Przemysławie (Antypasty małżeńskie, Kraków 1650)
11. Konsolacja po kłopotach. Komedia (w 4 aktach), wyst. Nieśwież 3 września 1750, wyd. zobacz Wydania zbiorowe poz. 2; autograf jak wyżej poz. 4 (pt. Konsolacja w kłopotach); według L. Bernackiego źródłem komedii jest: Historia Timanta i Parteniej, znana z autografu Radziwiłłowej
12. Igrzysko fortuny. Komedia (w 5 aktach), wyst. Nieśwież 24 grudnia 1750, wyd. zobacz Wydania zbiorowe poz. 2; autograf i odpis jak wyżej poz. 4
13. Banut i Aruja. Tragedia (komedia w 2 aktach), wyst. Nieśwież 27 lutego 1751, wydano (pt. Niecnota w sidłach) zobacz Wydania zbiorowe poz. 2-3; autograf i odpis jak wyżej poz. 4; według powiastki z Historii o siedmiu mędrcach
14. Sędzia od rozumu odsądzony. Komedia (w 4 aktach), wyst. Nieśwież 9 marca 1751, wyd. zobacz Wydania zbiorowe poz. 2; autograf jak wyżej poz. 4
15. Miłość mistrzyni doskonała. Komedia (w 5 aktach), wyst. Nieśwież 15 sierpnia 1752, wyd. zobacz Wydania zbiorowe poz. 2; autograf jak wyżej poz. 4 (pt. Miłość mistrzynią), fragm. w rękopisie Ossolineum, sygn. 11984/I 1-2
16. Szczęśliwe nieszczęście. Opera (w 5 scenach), wyst. Nieśwież 15 sierpnia 1752, wyd. zobacz Wydania zbiorowe poz. 2
17. Komedia wytwornych i śmiesznych dziwaczek (w 1 akcie), wyst. Nieśwież 23 września 1752, wyd. zobacz Wydania zbiorowe: poz. 2 (pt. Tragedia z francuskiego języka na polski wytłumaczona), poz. 3; autograf jak wyżej poz. 4; tytułowana również: Kawalerowie wzgardzeni; według Molière: Les Précieuses ridicules
18. Miłość ślepa nie patrzy na koniec. Opera (w 7 scenach), wyst. Nieśwież 20 listopada 1752, wyd. zobacz Wydania zbiorowe: poz. 2
19. Gwałtem medyk. Komedia (w 3 aktach), wyst. Nieśwież 23 listopada 1752, wydano (pt. Komedia z francuskiego języka na polski przetłumaczona), wyd. zobacz Wydania zbiorowe: poz. 2; autograf jak wyżej poz. 4; tytułowana również: Gwałtem doktor; Komedia dra Skanarella; Skanarelle; Doktor mimo chęci; według Molière: Le Médecin malgré lui
20. Wiersze, rękopisy: Ossolineum, sygn. 5359/II, 11984/I (zbiór wierszy Radziwiłłowej zebrany w roku 1758); Biblioteka Kórnicka, sygn. 1604 (tu m.in. oprócz poz. 2-3 wiersze: Respons mój na list księżniczki Imci Radziwiłłówny, Excusa na gniew pewny damy, Punkta dla każdej żony – fragm. z tego ostatniego ogł. A. Sajkowski, „Pamiętnik Teatralny” 1962 zeszyt 3/4, s. 541-542); Biblioteka Jagiellońska, sygn. 6304/II.

### Przekłady
1. Żołnierskie nabożeństwo powołaniu wojskowych ludzi właśnie służące... z francuskiego na polski język przetłumaczone i z osobliwszych nauk i modlitw żołnierskich przydatkiem, które się z ksiąg w. ks. Piotra Skargi... wyjęły, do druku podane, wyd. M. Kurzeniecki, Wilno 1748; wyd. następne Wilno 1754 (tytuł u Korbuta: O obowiązkach żołnierza chrześcijańskiego).

### Wydania zbiorowe
1. (Komedie i tragedie. Nieśwież 1751), zawartość: Ważniejsze utwory poz. 4-9
2. Komedie i tragedie przednio-dowcipnym wynalazkiem, wybornym wiersza kształtem, bujnością rzeczy i poważnymi przykładami znamienite przez... złożone. Na wspaniałym theatrum książęcym w Nieświeżu, sprawą najzacniejszych dam i najzacniejszych kawalerów na widok nieraz pokazane. Zawsze jednostajnym najgodniejszych widzów i słuchaczów zdaniem wychwalone (do druku podał J. Pobóg Fryczyński), Żółkiew 1754[2]; zawartość: Ważniejsze utwory poz. 4-19
3. Teatr, oprac. i posłowiem opatrzyła K. Wierzbicka (Warszawa 1961) „Teatr Polskiego Oświecenia”, zawartość: Ważniejsze utwory poz. 5, 10, 13, 17.

### Listy
1. Ponad 1000 listów, przeważnie do męża, rękopisy: Archiwum Główne Akt Dawnych (Archiwum Nieświeskie, dz. IV, t. 48-52)
2. Do Tekli Wiśniowieckiej z roku 1737, rękopis: Biblioteka Uniwersytetu Warszawskiego, sygn. 97b.